# Astropyga pulvinata
Espèce
Astropyga pulvinata est une espèce d'oursins réguliers tropicaux de la famille des Diadematidae, répandue sur la côte est de l'océan Pacifique, notamment autour du Panama.

## Répartition
On les trouve entre 15 et 50 m de fond, principalement sur la côte ouest de l'Amérique centrale, autour de Panama.

## Description
C'est un oursin au test souvent rouge sombre mais dont la couleur peut varier du rouge clair au noir, souvent suivant l'âge de l'individu (ils foncent en vieillissant). Les épines sont généralement plus claires, presque blanches chez les jeunes. Sa forme est légèrement aplatie, et les fines épines regroupées en faisceaux laissent apparaître cinq zones nues en forme de V légèrement plus sombres et bordant des zones triangulaires très claires, souvent blanches. Ces zones en chevrons sont en fait les aires interambulacraires, et sont bordées de points bleus iridescents très lumineux (mais non bioluminescents). Les juvéniles sont généralement d'une couleur plus claire (notamment les épines), et ce trait peut persister dans une certaine mesure chez les adultes, expliquant la présence d'individus de différentes couleurs au sein d'un groupe. Les piquants sont fins et creux, et généralement annelés chez les juvéniles (et parfois chez les adultes) ; il en existe deux sortes : les plus longs servant principalement à la locomotion et les plus courts à la défense, équipés de glandes à venin. Comme tous les diadematidae, il est pourvu d'organes photosensibles sur la partie aborale du test, lui permettant de voir au-dessus de lui afin d'orienter ses radioles (épines) vers d'éventuelles menaces. La papille anale est bien visible sur la face aborale, et sa couleur est généralement violette ou bleu sombre.
Il ressemble, notamment dans ses formes les plus colorées, à ses cousins Astropyga magnifica et Astropyga radiata, mais ne partage pas la même aire de distribution et est plus rare.

## Étymologie
Astropyga vient du grec aster (étoile) et pyga (anus). Cet oursin est donc caractérisé par le fait qu'il a un anus en forme d'étoile (ou plus précisément un motif en étoile autour de son anus). Pulvinata signifie en latin « rembourré, renflé, rebondi » (de pulvinus, coussin), et évoque la forme de cet oursin.